# Poromya granulata
Poromya granulata är en musselart som först beskrevs av Henry Joseph Pierre Nyst och Gérard Daniel Westendorp 1839.  Poromya granulata ingår i släktet Poromya och familjen Poromyidae. Arten är reproducerande i Sverige. Inga underarter finns listade i Catalogue of Life.